# Lotte World

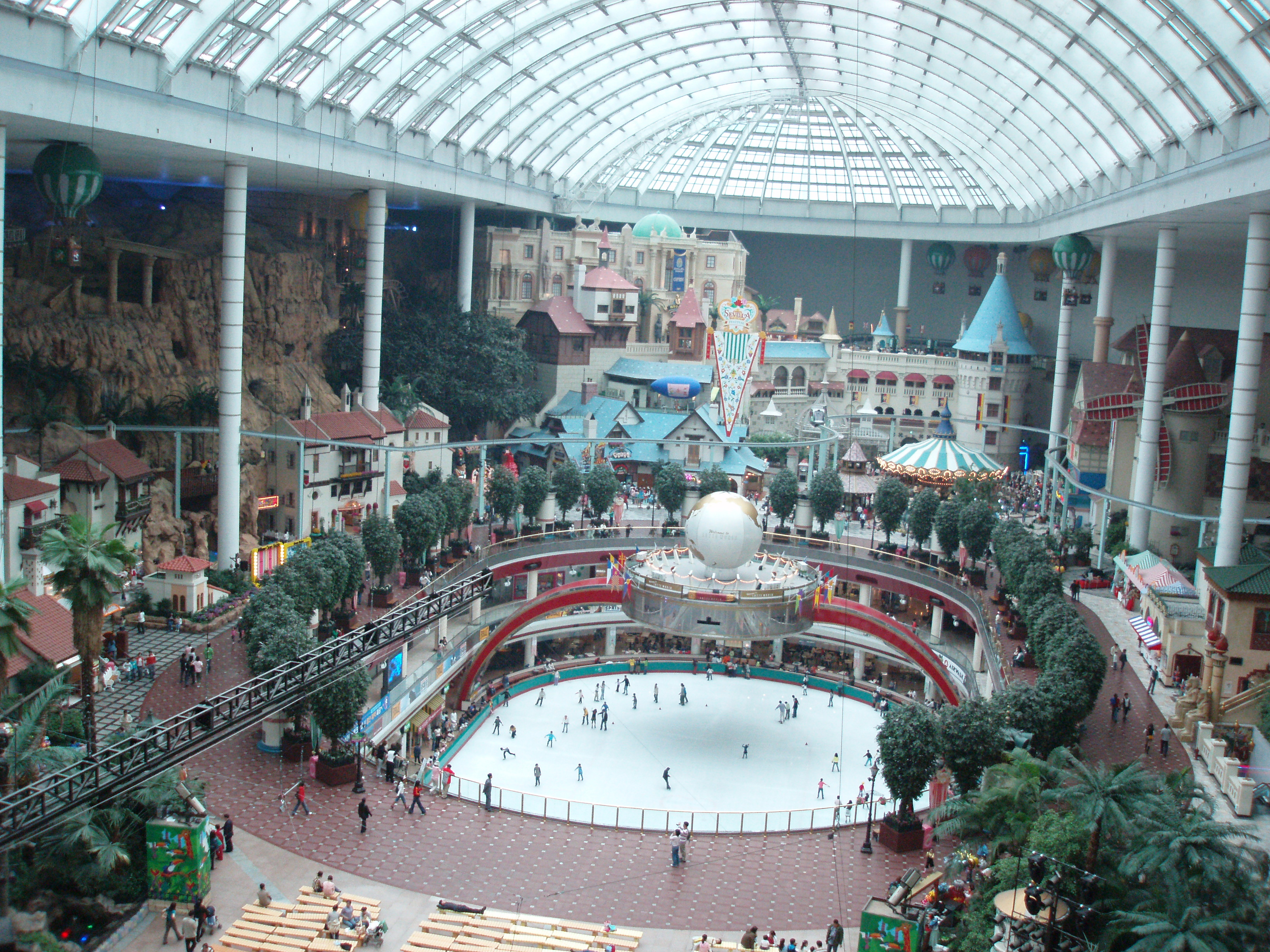
Lotte World (Lotte Land) em Seul

Lotte World é um complexo recreativo sul coreano subsidiaria do Lotte Group.

## História
Foi estabelecida em 1989, em Sincheon-dong, Songpa-gu, Seul